# Saison 2006-2007 du Rugby club toulonnais
Cette page présente la saison 2006-2007 du Rugby club toulonnais.

## La saison
Après une saison catastrophique en Top 14 2005-2006, le Rugby club toulonnais s'aligne pour la saison 2006-2007 en Pro D2.
 
L'arrivée des nouveaux présidents Mourad Boudjellal et Stéphane Lelièvre aura pour conséquence un recrutement impressionnant et un objectif de remontée immédiate à l'étage supérieur.
Cependant la saison sera marqué par deux changement d'entraîneurs et verra le club terminer quatrième de la phase régulière, avant de s'incliner au Stade rochelais lors de la demi-finale.

## Effectif
| Nom                   | Poste                  | Naissance         | Nationalité sportive | International     | Dernier club           | Arrivée au club (année) |
| --------------------- | ---------------------- | ----------------- | -------------------- | ----------------- | ---------------------- | ----------------------- |
| Noël Curnier          | Talonneur              | 6 février 1977    | France               | -                 | Gloucester RFC         | 2005                    |
| Philip Fitzgerald     | Talonneur              | 11 mars 1977      | Écosse               | -                 | Boroughmuir RFC        | 1999                    |
| Jean-Baptiste Rué     | Talonneur              | 6 juillet 1974    | France               |                   | SU Agen                | 2006                    |
| Benjamin Bastères     | Pilier                 | 9 décembre 1984   | France               | -                 | SC Bastia XV           | 2001                    |
| Jean-Jacques Crenca   | Pilier                 | 3 avril 1969      | France               |                   | SU Agen                | 2006                    |
| George Kutarashvili   | Pilier                 | 27 mars 1978      | Géorgie              |                   | Pays d'Aix RC          | 2006                    |
| Sylvain Martin        | Pilier                 | 31 août 1979      | France               | -                 | RC La Valette-du-Var   | 2002                    |
| David Banquet         | Pilier                 | 22 juillet 1974   | France               | -                 | US Montauban           | 2006                    |
| Mehdi Mérabet         | Pilier                 | 21 juin 1985      | France               | -                 | US Le Mourillon        | 2004                    |
| Daniel Muller         | Pilier                 | 7 juillet 1980    | Afrique du Sud       | -                 | Cats                   | 2006                    |
| Mike Noble            | Pilier                 | 11 juillet 1979   | Nouvelle-Zélande     | -                 | Blues                  | 2006                    |
| Franck Alazet         | Deuxième ligne         | 31 août 1971      | France               | -                 | CS Bourgoin-Jallieu    | 2002                    |
| Grégory Bernard       | Deuxième ligne         | 24 février 1984   | France               | -                 | RC Dignois             | 2004                    |
| Olivier Caisso        | Deuxième ligne         | 17 décembre 1985  | France               | -                 | FC Grenoble            | 2005                    |
| Isoa Domolailai       | Deuxième ligne         | 13 janvier 1981   | Fidji                |                   | Calvisano              | 2006                    |
| Gérald Orsoni         | Deuxième ligne         | 9 août 1972       | France               | -                 | CS Bourgoin-Jallieu    | 2003                    |
| Nicolaas Smit         | Deuxième ligne         | 30 octobre 1979   | Afrique du Sud       | -                 | Boland Kavaliers       | 2005                    |
| Cédric Béal           | Troisième ligne aile   | 17 octobre 1986   | France               | -                 | Châteauneuf-Orange     | 2002                    |
| Éric Espagno          | Troisième ligne aile   | 3 janvier 1984    | France               | -                 | Stade toulousain       | 2003                    |
| Gregori Labadze (cap) | Troisième ligne aile   | 21 septembre 1973 | Géorgie              |                   | SO Chambéry            | 2000                    |
| Thomas Sourice        | Troisième ligne aile   | 10 février 1984   | France               | -                 | Rugby Nice Côte d'Azur | 2000                    |
| Soane Toevalu         | Troisième ligne aile   | 10 octobre 1982   | France               | -                 | Tarbes                 | 2005                    |
| Charl van Vliet       | Troisième ligne aile   | 13 juillet 1978   | Afrique du Sud       |                   | Leopards               | 2006                    |
| Nico Breedt           | Troisième ligne centre | 23 mars 1979      | Afrique du Sud       | -                 | Sharks                 | 2006                    |
| Julien Capdeillayre   | Troisième ligne centre | 16 octobre 1981   | France               | -                 | US La Seyne            | 2005                    |
| Siaki Tukino          | Troisième ligne centre | 11 juillet 1977   | Tonga                |                   | Amatori Catane         | 2006                    |
| Norman Jordaan        | Demi de mêlée          | 3 avril 1975      | Afrique du Sud       |                   | Pays d'Aix RC          | 2006                    |
| Benoît Marfaing       | Demi de mêlée          | 30 avril 1983     | France               | -                 | Stade toulousain       | 2004                    |
| Mathieu Pla           | Demi de mêlée          | 13 mars 1985      | France               | -                 | USA Perpignan          | 2005                    |
| Yann Delaigue         | Demi d'ouverture       | 5 avril 1973      | France               |                   | Castres olympique      | 2006                    |
| Chris Rossouw         | Demi d'ouverture       | 14 novembre 1976  | Afrique du Sud       | -                 | Stormers               | 2005                    |
| Frédéric Arniaud      | Centre                 | 9 novembre 1981   | France               | -                 | Formé au club          | 2005                    |
| David Douy            | Centre                 | 20 avril 1975     | France               | -                 | RC Narbonne            | 2005                    |
| Rob Henderson         | Centre                 | 27 octobre 1972   | Irlande              | Drapeau : Irlande | Munster                | 2006                    |
| Kiri Mariner          | Centre                 | 28 août 1984      | Samoa                |                   | Lalomalava             | 2006                    |
| Benjamin Servien      | Centre                 | 26 mai 1985       | France               | -                 | US Romans              | 2004                    |
| Grégory Tutard        | Centre                 | 2 janvier 1975    | France               | -                 | RC Narbonne            | 2005                    |
| Tana Umaga            | Centre                 | 27 mai 1973       | Nouvelle-Zélande     |                   | Hurricanes             | 2006                    |
| Marc Andreu           | Ailier                 | 27 décembre 1985  | France               | -                 | Formé au club          | 2005                    |
| Laurent Buchet        | Ailier                 | 6 septembre 1982  | France               | -                 | RC Narbonne            | 2003                    |
| Martin Jágr           | Ailier                 | 29 septembre 1979 | République tchèque   |                   | Pontypool RFC          | 2001                    |
| Guillaume Liabeuf     | Ailier                 | 29 novembre 1984  | France               | -                 | Formé au club          | 2005                    |
| Dan Luger             | Ailier                 | 11 janvier 1975   | Angleterre           |                   | Angleterre Sevens      | 2006                    |
| Olivier Grimaud       | Arrière                | 3 janvier 1986    | France               | -                 | Formé au club          | 2005                    |
| Gonzalo Quesada       | Arrière                | 2 mai 1974        | Argentine            |                   | Section paloise        | 2006                    |
| Roger Warren          | Arrière                | 19 octobre 1979   | Samoa                |                   | Cardiff Blues          | 2006                    |

## Calendrier
| Date du match     | Domicile              | Extérieur             | Score (bonus) | Lieu du match                  | Catégorie             |
| 2 septembre 2006  | RC Toulon             | Stade montois         | 49-12         | Stade Mayol                    | 1re journée de Pro D2 |
| 9 septembre 2006  | US Oyonnax            | RC Toulon             | 28-23         | Stade Charles-Mathon           | 2e journée de Pro D2  |
| 16 septembre 2006 | RC Toulon             | US Colomiers          | 32-12         | Stade Mayol                    | 3e journée de Pro D2  |
| 23 septembre 2006 | Union Bordeaux Bègles | RC Toulon             | 12-0          | Stade André-Moga               | 4e journée de Pro D2  |
| 30 septembre 2006 | RC Toulon             | UA Gaillac            | 30-23         | Stade Mayol                    | 5e journée de Pro D2  |
| 14 octobre 2006   | AS Béziers            | RC Toulon             | 35-16         | Stade de la Méditerranée       | 6e journée de Pro D2  |
| 21 octobre 2006   | FC Auch               | RC Toulon             | 18-12         | Stade Jacques-Fouroux          | 7e journée de Pro D2  |
| 28 octobre 2006   | RC Toulon             | Lyon OU               | 22-16         | Stade Mayol                    | 8e journée de Pro D2  |
| 4 novembre 2006   | RC Toulon             | US Dax                | 20-16         | Stade Mayol                    | 9e journée de Pro D2  |
| 19 novembre 2006  | Racing Métro 92       | RC Toulon             | 18-25         | Stade olympique Yves-du-Manoir | 10e journée de Pro D2 |
| 25 novembre 2006  | RC Toulon             | Tarbes Pyrénées       | 16-28         | Stade Mayol                    | 11e journée de Pro D2 |
| 2 décembre 2006   | Limoges               | RC Toulon             | 27-32         | Stade municipal de Beaublanc   | 12e journée de Pro D2 |
| 9 décembre 2006   | RC Toulon             | La Rochelle           | 26-16         | Stade Mayol                    | 13e journée de Pro D2 |
| 16 décembre 2006  | Pau                   | RC Toulon             | 17-18         | Stade du Hameau                | 14e journée de Pro D2 |
| 6 janvier 2007    | RC Toulon             | FC Grenoble           | 32-10         | Stade Mayol                    | 15e journée de Pro D2 |
| 13 janvier 2007   | Mont de Marsan        | RC Toulon             | 26-13         | Stade Guy-Boniface             | 16e journée de Pro D2 |
| 20 janvier 2007   | RC Toulon             | US Oyonnax            | 32-3          | Stade Mayol                    | 17e journée de Pro D2 |
| 27 janvier 2007   | US Colomiers          | RC Toulon             | 25-23         | Stade Michel-Bendichou         | 18e journée de Pro D2 |
| 10 février 2007   | RC Toulon             | Union Bordeaux Bègles | 13-9          | Stade Mayol                    | 19e journée de Pro D2 |
| 17 février 2007   | UA Gaillac            | RC Toulon             | 6-7           | Stade Laborie-Bernard Laporte  | 20e journée de Pro D2 |
| 24 février 2007   | RC Toulon             | AS Béziers            | 25-11         | Stade Mayol                    | 21e journée de Pro D2 |
| 3 mars 2007       | RC Toulon             | FC Auch               | 17-9          | Stade Mayol                    | 22e journée de Pro D2 |
| 10 mars 2007      | Lyon OU               | RC Toulon             | 11-6          | Stade Vuillermet               | 23e journée de Pro D2 |
| 24 mars 2007      | US Dax                | RC Toulon             | 29-3          | Stade Maurice-Boyau            | 24e journée de Pro D2 |
| 31 mars 2007      | RC Toulon             | Racing Métro 92       | 17-27         | Stade Mayol                    | 25e journée de Pro D2 |
| 7 avril 2007      | Tarbes Pyrénées       | RC Toulon             | 12-19         | Stade Maurice-Trélut           | 26e journée de Pro D2 |
| 14 avril 2007     | RC Toulon             | Limoges               | 33-20         | Stade Mayol                    | 27e journée de Pro D2 |
| 21 avril 2007     | AS La Rochelle        | RC Toulon             | 40-20         | Stade Marcel-Deflandre         | 28e journée de Pro D2 |
| 5 mai 2007        | RC Toulon             | Section paloise       | 40-29         | Stade Mayol                    | 29e journée de Pro D2 |
| 13 mai 2007       | Stade montois         | RC Toulon             | 21-39         | Stade Lesdiguières             | 30e journée de Pro D2 |
| 19 mai 2007       | AS La Rochelle        | RC Toulon             | 21-17         | Stade Marcel-Deflandre         | Demi-finale de Pro D2 |

## Statistiques

### Statistiques collectives
| Rang | Club                  | J  | V  | N | D  | Bo | Bd | Pm  | Pe  | Diff | Pts |
| ---- | --------------------- | -- | -- | - | -- | -- | -- | --- | --- | ---- | --- |
| 1    | FC Auch               | 30 | 25 | 1 | 4  | 5  | 3  | 727 | 416 | +311 | 110 |
| 2    | US Dax                | 30 | 20 | 0 | 10 | 11 | 7  | 788 | 499 | +289 | 98  |
| 3    | Stade rochelais       | 30 | 20 | 2 | 8  | 6  | 3  | 633 | 477 | +156 | 93  |
| 4    | RC Toulon (R)         | 30 | 19 | 0 | 11 | 9  | 3  | 662 | 570 | +92  | 88  |
| 5    | AS Béziers            | 30 | 18 | 1 | 11 | 6  | 3  | 692 | 551 | +141 | 83  |
| 6    | Lyon OU               | 30 | 16 | 1 | 13 | 4  | 9  | 595 | 489 | +106 | 79  |
| 7    | Oyonnax Rugby         | 30 | 15 | 2 | 13 | 2  | 4  | 499 | 580 | -81  | 70  |
| 8    | Section paloise (R)   | 30 | 13 | 0 | 17 | 8  | 8  | 619 | 625 | -6   | 68  |
| 9    | Stade montois         | 30 | 12 | 1 | 17 | 2  | 10 | 555 | 662 | -107 | 62  |
| 10   | Union Bordeaux Bègles | 30 | 12 | 0 | 18 | 2  | 10 | 480 | 583 | -103 | 60  |
| 11   | UA Gaillac (P)        | 30 | 12 | 1 | 17 | 3  | 7  | 548 | 657 | -109 | 60  |
| 12   | Racing 92             | 30 | 11 | 0 | 19 | 4  | 10 | 594 | 656 | -62  | 58  |
| 13   | Stado Tarbes PR       | 30 | 12 | 0 | 18 | 0  | 8  | 510 | 675 | -165 | 56  |
| 14   | FC Grenoble (P)       | 30 | 10 | 2 | 18 | 1  | 10 | 506 | 600 | -94  | 55  |
| 15   | USA Limoges (P)       | 30 | 11 | 0 | 19 | 3  | 7  | 614 | 776 | -162 | 54  |
| 16   | Colomiers Rugby       | 30 | 8  | 1 | 21 | 1  | 5  | 491 | 697 | -206 | 40  |

R : Relégué
P : Promu

### Statistiques individuelles

#### Meilleur réalisateur
| Rang | Joueur          | Poste            | Points | Essais | Transf. | Pén. | Drops |
| ---- | --------------- | ---------------- | ------ | ------ | ------- | ---- | ----- |
| 1    | Gonzalo Quesada | Arrière          | 177    | 1      | 29      | 36   | 2     |
| 2    | Roger Warren    | Arrière          | 66     | 1      | 8       | 13   | 2     |
| 3    | Olivier Grimaud | Arrière          | 57     | 4      | 5       | 9    | 0     |
| 4    | Martin Jágr     | Ailier           | 55     | 11     | 0       | 0    | 0     |
| 5    | Chris Rossouw   | Demi d'ouverture | 34     | 2      | 9       | 2    | 2     |

28 joueurs ont marqué au moins un point.

#### Meilleur marqueur
| Rang | Joueur        | Poste                | Essais |
| ---- | ------------- | -------------------- | ------ |
| 1    | Martin Jágr   | Ailier               | 11     |
| 2    | Noël Curnier  | Talonneur            | 6      |
| -    | Rob Henderson | Centre               | 6      |
| 4    | Marc Andreu   | Ailier               | 5      |
| -    | Soane Toevalu | Troisième ligne aile | 5      |

27 joueurs ont marqué au moins un essai.

### Affluences
Affluences à domicile en championnat :
- Moyenne: 11 391 (taux de remplissage : 83.15%)
- Maximale: 13 141 contre le FC Grenoble
- Minimale: 10 107 contre le Racing Métro 92